# 100원 동전
100원 동전은 대한민국의 중앙은행인 한국은행에서 발행하는 대한민국 원 동전 가운데 하나이다. 앞면에는 대한민국의 동전중 유일하게 사람이 들어가 있으며   조선 중기의 무신인 이순신의 초상화가 그려져 있고 100원을 뜻하는 "백원"이라는 글이 쓰여져 있다. 뒷면에는 100원을 뜻하는 아라비아 숫자 "100"과 제조 연도, "한국은행"이라는 글이 쓰여져 있다.
소재는 백동(구리 75%, 니켈 25%), 무게는 5.42g, 지름은 24.00mm, 두께는 1.50mm이며 테두리에는 톱니무늬 110개가 새겨져 있다. 1970년 11월 30일에 가 100원 동전이 발행되었고 1983년 1월 15일에 디자인 양식을 500원 동전에 맞춰서 수정한 나 100원 동전이 발행되었다.

## 연혁
- 1970년 11월 30일: 가 100원 동전 발행. (소재: 백동(구리 75%, 니켈 25%), 무게: 5.42g, 지름: 24.00mm, 두께: 1.60mm, 테두리: 톱니무늬 110개, 도안 소재: 앞면 - 이순신의 초상화·액면 단위의 한국어 표기(백원)·중앙은행의 한국어 표기(한국은행), 뒷면 - 액면 숫자·발행 연도)
- 1983년 1월 15일: 나 100원 동전 발행. (소재: 백동(구리 75%, 니켈 25%), 무게: 5.42g, 지름: 24.00mm, 두께: 1.50mm, 테두리: 톱니무늬 110개, 도안 소재: 앞면 - 이순신의 초상화·액면 단위의 한국어 표기(백원), 뒷면 - 액면 숫자·중앙은행의 한국어 표기(한국은행)·발행 연도)

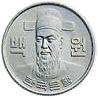
1970년부터 1982년까지 발행된 100원 동전의 앞면
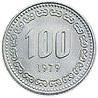
1970년부터 1982년까지 발행된 100원 동전의 뒷면

## 그 외
과거 필리핀의 1페소 동전이 대한민국 각지의 자동 판매기에서 100원 동전으로 둔갑해서 나온 사례가 드러나서 큰 물의를 빚었는데 주로 대한민국에 거주하던 필리핀 출신 노동자들, 필리핀을 방문했던 대한민국의 국민들 사이에서 이와 같은 수법을 사용했다. 특히 필리핀의 1페소 동전은 대한민국의 100원 동전과 소재, 무게, 지름, 두께가 비슷하고 약 20원(10원 동전 2개 분량)의 가치를 갖고 있던 것으로 확인되었다. 더욱이 과거 일본 각지의 자동 판매기에서 일본의 500엔 동전과 대한민국의 500원 동전이 비슷하게 인식되는 문제점에 따라 골머리를 앓은 사례가 있었지만 대한민국에서도 100원 동전 대신 필리핀의 1페소 동전이 나오는 등 이와 비슷하게 외국 동전을 악용한 사례가 간혹 있었다. 이처럼 위변조 이슈가 등장하던 동안에는 일본의 500엔 동전처럼 자동 판매기의 사용을 일시적으로 금지시켜야 할 필요가 있다는 여론이 제기되었다. 또한 100원 동전의 새 주화 주조 필요성이 대두되자 한때 한국은행에서 10원 동전이 새롭게 발행된 시점에 발맞추어 100원 동전도 소재를 미국 달러 계열의 일부 센트 주화처럼 바꾸거나 일본의 50엔 동전과 비슷하게 구멍이 뚫려 있는 주화를 내놓아야 하는 대책이 필요하다는 여론이 있었다.

## 같이 보기
- 100엔 동전, 1페소 동전 - 위조 문제로 골머리를 앓은 상대 주화들